# Budyń (potrawa gotowana na parze)
Budyń – gotowana na parze, lekkostrawna potrawa o puszystej strukturze, przyrządzana na bazie utartych z cukrem lub masłem żółtek jaj oraz piany ubitej z białek. Budyń różni się od sufletu tym, że pierwszy gotuje się na parze, a ten drugi jest zapiekany w piekarniku.
Odpowiednio przygotowany budyń ma delikatną strukturę, jest suchy (przechodzi tzw. test suchego patyczka), pulchny i na przekroju porowaty. Powinien być elastyczny, odstawać od formy, a po wyjęciu z niej zachować jej kształt.

## Składniki
Budynie dzieli się na słone oraz słodkie, które podawane są jako desery. Głównym składnikiem masy na budyń słodki może być np. ser twarogowy, orzechy, migdały, mak lub ciasto parzone. Budynie słone zaś przyrządza się zazwyczaj z warzyw, gotowanych grzybów lub mięsa mielonego (drobiu lub cielęciny).
Budynie słodkie można podzielić na następujące grupy:
- lekkie budynie przygotowane z ciasta powstałego z żółtek utartych z cukrem, połączonych z dodatkiem sypkim i przyprawami smakowymi, spulchnionego pianą ubitą z białek (przykłady: budyń orzechowy, budyń makowy);
- budynie z ciasta parzonego;
- budynie bardziej spoiste, przygotowane z ciasta powstałego z żółtek utartych z cukrem i większą ilością masła, połączonych z dodatkiem skrobiowym i przyprawami smakowymi, spulchnionego pianą ubitą z białek (przykłady: budyń bakaliowy, budyń z sera twarogowego).

Dodatkiem skrobiowym (dotyczy budyni słodkich i słonych) może być mąka (pszenna, ziemniaczana) lub produkt mączny taki jak: czerstwe bułki namoczone w mleku, bułka tarta, zmielone herbatniki itp. Przyrządza się też budynie, których głównym składnikiem jest składnik skrobiowy taki jak np. makaron, kasza manna, kasza jaglana, ryż, mączka sago, gotowane ziemniaki itp.

## Obróbka termiczna
Budynie gotuje się na parze w specjalnych, metalowych formach budyniowych z kominem w środku. Formę smaruje się od wewnątrz tłuszczem i wysypuje bułką tartą. Następnie napełnia masą budyniową do ¾ wysokości, szczelnie zamyka i wstawia do naczynia z wrzącą wodą sięgającą do ½ wysokości formy. Całość (naczynie z wrzątkiem) również się przykrywa. Podczas gotowania, które trwa (w zależności od użytych składników) od 30 do 90 minut, woda powinna lekko wrzeć. Gotowanie w uszczelnionych formach, w środowisku o temperaturze wrzącej wody, zapewnia powolne ścinanie się składników i w konsekwencji brak ubytków w czasie obróbki termicznej.
W razie braku formy można masę budyniową ugotować w piekarniku, w odpowiednio dobranych naczyniach, włożonych do drugiego większego naczynia z wrzącą wodą (pod przykryciem). Za formę może posłużyć np. zwykły garnek z dobrze dopasowaną, przylegającą pokrywką. Dawniej stosowano mocne i gęste serwety – zawiniątko przywiązywało się do kija w ten sposób, by ciasto było zanurzone w gotującej się wodzie. W Polsce metalowe formy budyniowe pojawiły się w sprzedaży na początku XX wieku, za pośrednictwem zagranicznych katalogów domów wysyłkowych.
W dawnych polskich książkach kucharskich, obok budyni gotowanych na parze, znajdują się przepisy na budynie pieczone.

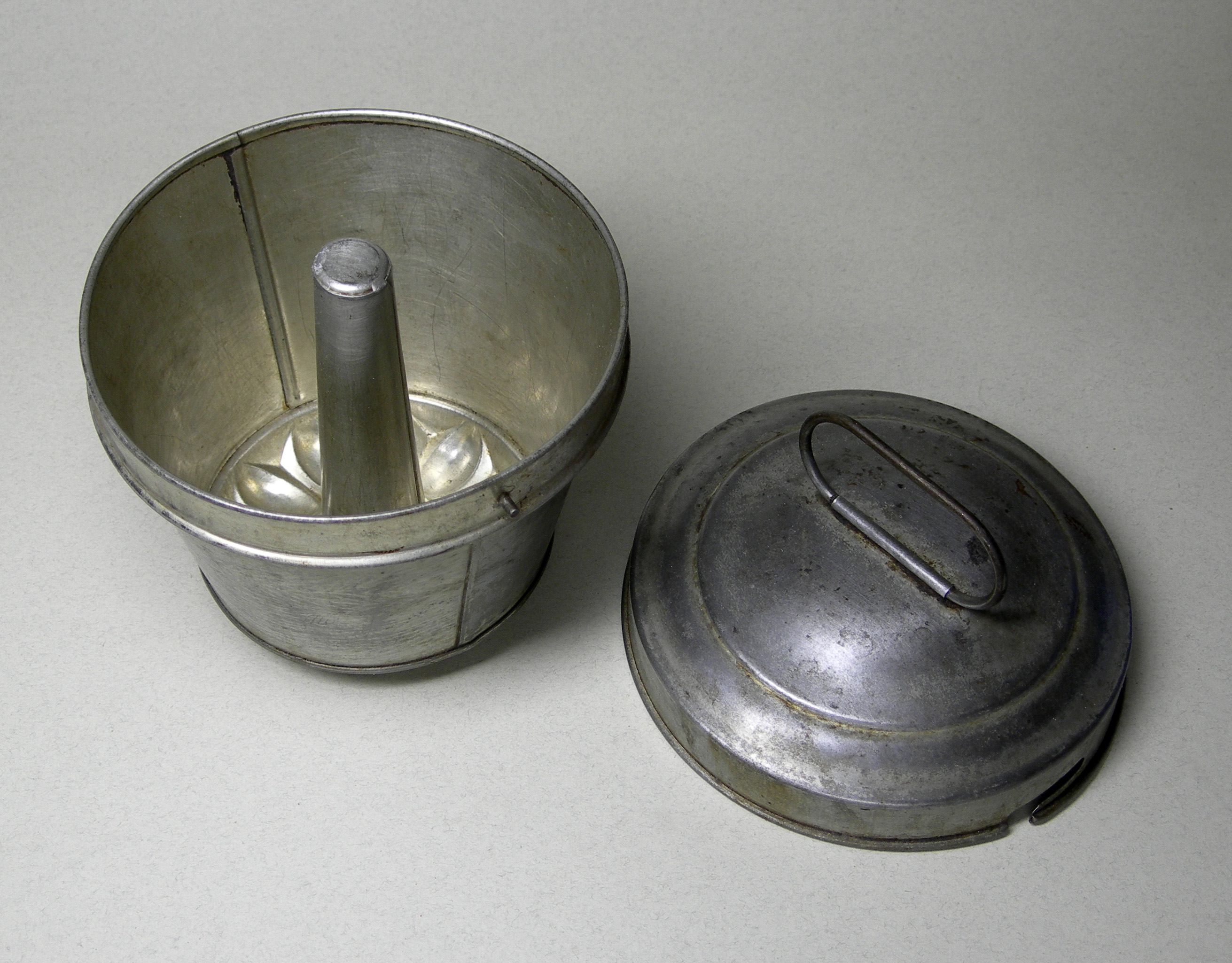
Forma budyniowa.
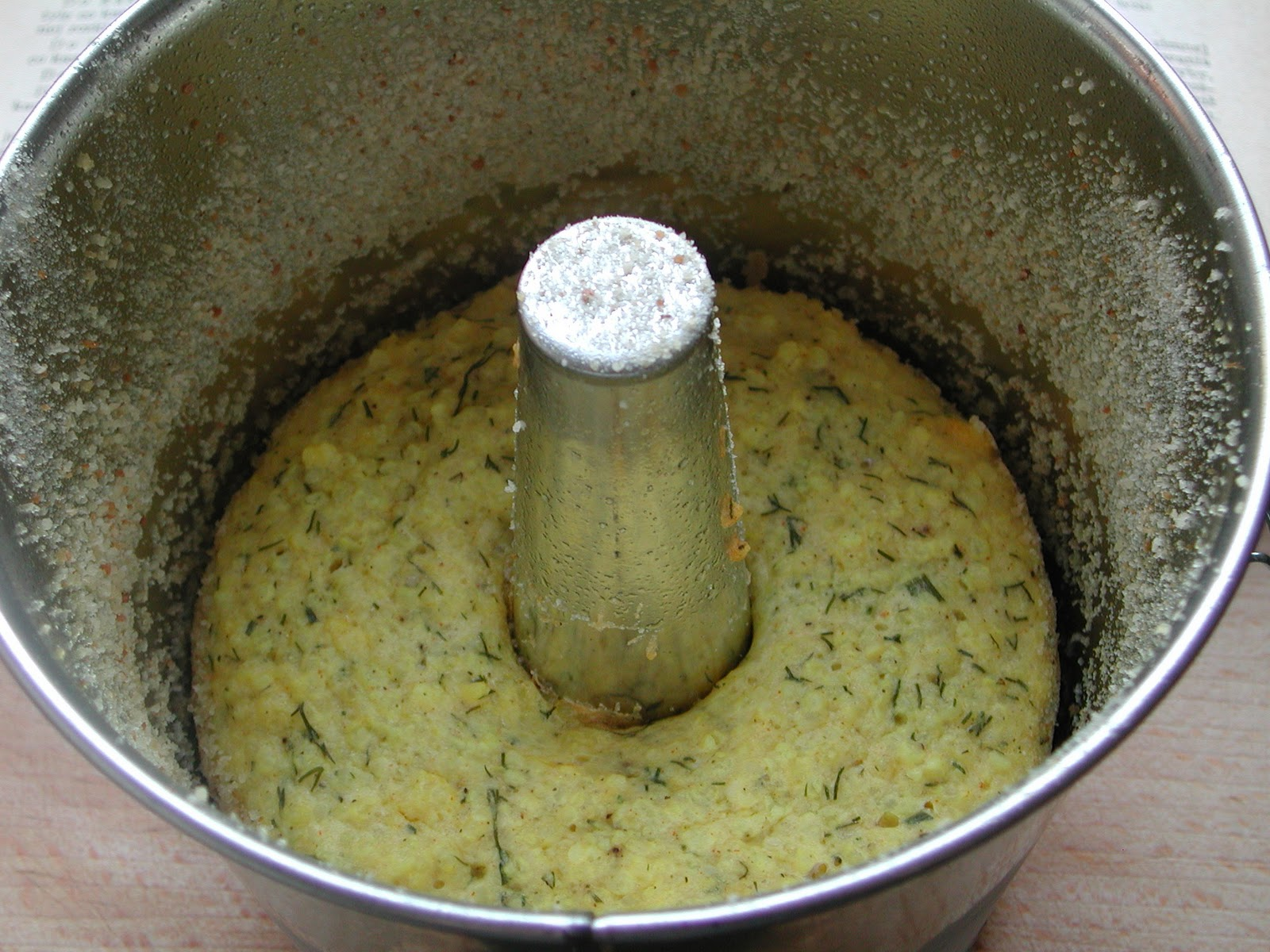
Masa budyniowa na dnie formy przed zakończeniem obróbki termicznej.
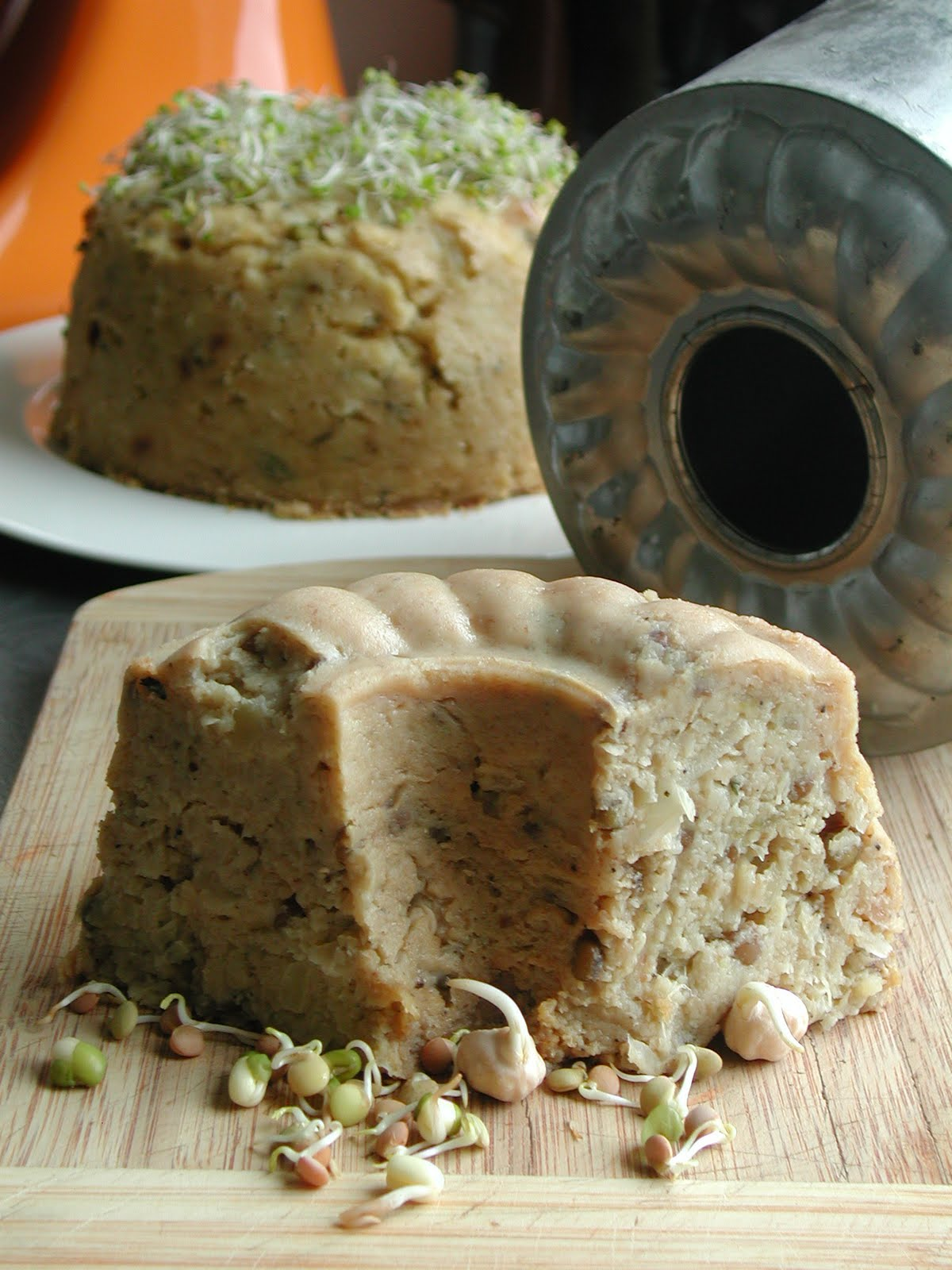
Przekrój przez budyń z kapusty z kiełkami. Na drugim planie widać budyń przyrządzony z tej samej masy, ale upieczony w piekarniku.

## Sposoby podania
Gotową potrawę kroi się na kawałki i podaje polaną masłem (także z bułką tartą) lub sosem.
Budynie słodkie to zazwyczaj desery gorące – do wyjątków należą np. budyń z twarogu, budyń z maku i budyń z orzechów włoskich, które można wydawać na gorąco, jak i po ostygnięciu. Podaje się je przeważnie ze słodkimi sosami (np. sos waniliowy, szodo z wina, czekoladowy, morelowy), niekiedy ze smażonym, aromatycznym sokiem (np. malinowym, wiśniowym, truskawkowym) lub z sorbetem.
Tradycyjne sosy do budyni słonych to np.: sos koperkowy, grzybowy, chrzanowy, korniszonowy.

## Etymologia
We współczesnej polszczyźnie słowo „budyń” oznacza również kisiel mleczny – w tym znaczeniu Wielki słownik języka polskiego PAN podaje, że nazwa „budyń” wywodzi się z włoskiego budino.
Niektóre źródła poświęcone budyniom gotowanym na parze (m.in. książka Kucharz gastronom) podają, że pochodzi ona od francuskiego słowa boudin, oznaczającego rodzaj kiszki (gotowanej kiełbasy).
Aleksander Brückner w swoim Słowniku etymologicznym języka polskiego (1927) twierdził, że wskazywanie na francuskie słowo boudin jest błędem i wyraz „budyń” pochodzi tak naprawdę z angielskiego (plum)pudding.
Wielki słownik języka polskiego PAN podaje (za Mirosławem Bańko), że stosowana w językach europejskich nazwa pudding została przeniesiona z angielskiej potrawy na nazwę potrawy włosko-hiszpańskiej (budino). W polskich książkach kucharskich używano najpierw słowa pudding, później zaczęto stosować nazwę budyń.